# Siemens Wind Power A/S
Siemens Wind Power A/S — датская компания, подразделение немецкого концерна Siemens AG по производству ветряных электростанций. Основана в 1980 году, как Bonus Energy A/S. В 2004 году приобретена концерном Siemens AG для усиления позиций в ветроэнергетике.